# Apogon selas
Apogon selas es una especie de pez de la familia de los apogónidos en el orden de los perciformes.

## Morfología
Los machos pueden llegar a alcanzar los 4 cm de longitud total.

## Distribución geográfica
Se encuentran al sur de las Islas Ryukyu, las Filipinas, Papúa Nueva Guinea y las Islas Salomón.